# タットヴァ
タットヴァ（梵: तत्त्व tattva）とは、サンスクリットにおいて、指示代名詞tadが名詞化したもの。「それがそれとしてあること」を意味し、仏教では真理と訳される。「タットワ」または「タットバ」とも仮名転写される。

## 派生
西洋近代の魔術教団である黄金の夜明け団の系統の儀式魔術では、図形を用いて五元素（四元素と霊）のアストラル・ヴィジョン（幻視）を獲得する技法がある。
使用される図形は日本に伝わった五輪塔の構成とおおよそ同じであり、両者は起源を同じくする。